# Donne nelle guerre dell'antichità

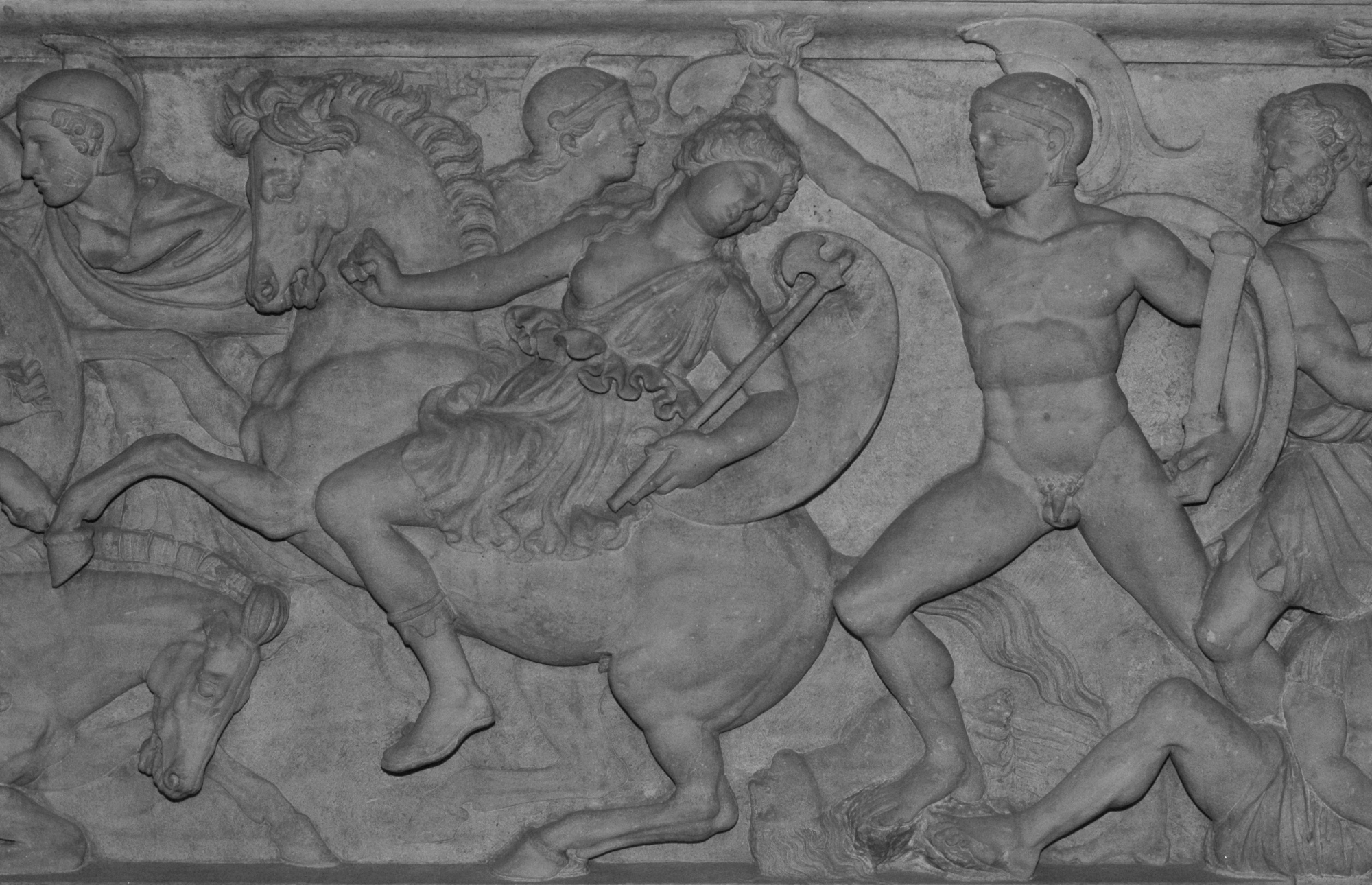
L'Amazzonomachia, tema iconografico della guerra tra i Greci e le Amazzoni. Rilievo di un sarcofago datato al 180 a.C. circa e rinvenuto a Salonicco nel 1836; ora conservato al museo del Louvre nel "Dipartimento delle Antichità greche".

Il ruolo delle donne nelle guerre dell'antichità si è parzialmente differenziato a seconda delle culture prese in esame. In generale la guerra e l'arte bellica, nel corso della storia scritta, è stata ritratta nei tempi moderni come una questione riguardante in forma quasi esclusiva gli uomini; è più veritiero invece affermare che anche le donne vi hanno molto spesso preso parte, pur in modi diversi. Fino a pochissimo tempo fa, assai rare sono state le menzioni di questa partecipazione a essere incluse nella storia delle nazioni e dei popoli antichi a parte il caso riguardante le leggendarie Amazzoni.
Molte tra le divinità femminili, le cui origini sono anteriori ai primi documenti storici e ben presenti nella maggior parte delle culture primitive, sono anche deità guerriere; la Dea veniva spesso raffigurata come personificazione, oltre che dell'amore, proprio della guerra, il che parrebbe segnalare la presenza pervasiva delle donne in tali attività.
Tutto questo si sarebbe espresso prima del profondo cambiamento avvenuto in un gran numero di culture umane a seguito dell'adozione dell'agricoltura come sistema di sostentamento tipico; il cosiddetto periodo protostorico denominato Matriarcato, epoca in cui le divinità femminili sembrano avere avuto il "dominio del mondo". Ma innumerevoli esempi di donna guerriera si sono avuti anche all'interno delle prime civiltà storiche dell'antichità, quando la guerra divenne un'attività protratta nel tempo ed eseguita con grandi spiegamenti di forze chiamati "eserciti".
L'influenza prodotta delle donne, il loro ruolo - molte volte di primissimo piano e rilevanza - avuto nei governi dei paesi, sia come regine sia come consorti e/o madri degli uomini al potere, sono stati conservati in numerose società così fortemente, che neppure gi strati successivi di miti e leggende di tipo "patriarcale" sono stati in grado di oscurare completamente.
Di seguito viene riportato un elenco esaustivo di donne di spicco le quali hanno partecipato a una o più guerre, dall'inizio frammentario del periodo storico documentato (XVII secolo a.C. nell'antico Egitto) fino a circa il 500. La ricerca dell'archeologia continua intanto a fornire sempre maggiori dettagli e regolari indizi al riguardo.

## Cronologia delle donne presenti nelle guerre dell'antichità in tutto il mondo

### XVII secolo a.C.
- Ahhotep I: in una stele rinvenuta a Karnak è accreditata per avere guidato e unificato militarmente l'antico Egitto, assemblato il suo esercito e fatto sorvegliare in armi le sue frontiere, facendo ritornare in patria gli esuli precedentemente fuggiti e facendo imprigionare i disertori, avere pacificato con la forza il territorio all'estremo Sud del paese sottomettendo coloro che avevano avuto l'ardire di sfidarla[1].
- Ahhotep II: è stata sepolta con un pugnale e un'ascia, oltre a tre pendenti d'oro i quali venivano solitamente consegnati come ricompensa al valor militare. Tuttavia si è dibattuto sul fatto che siano in realtà appartenuti effettivamente a lei[2].

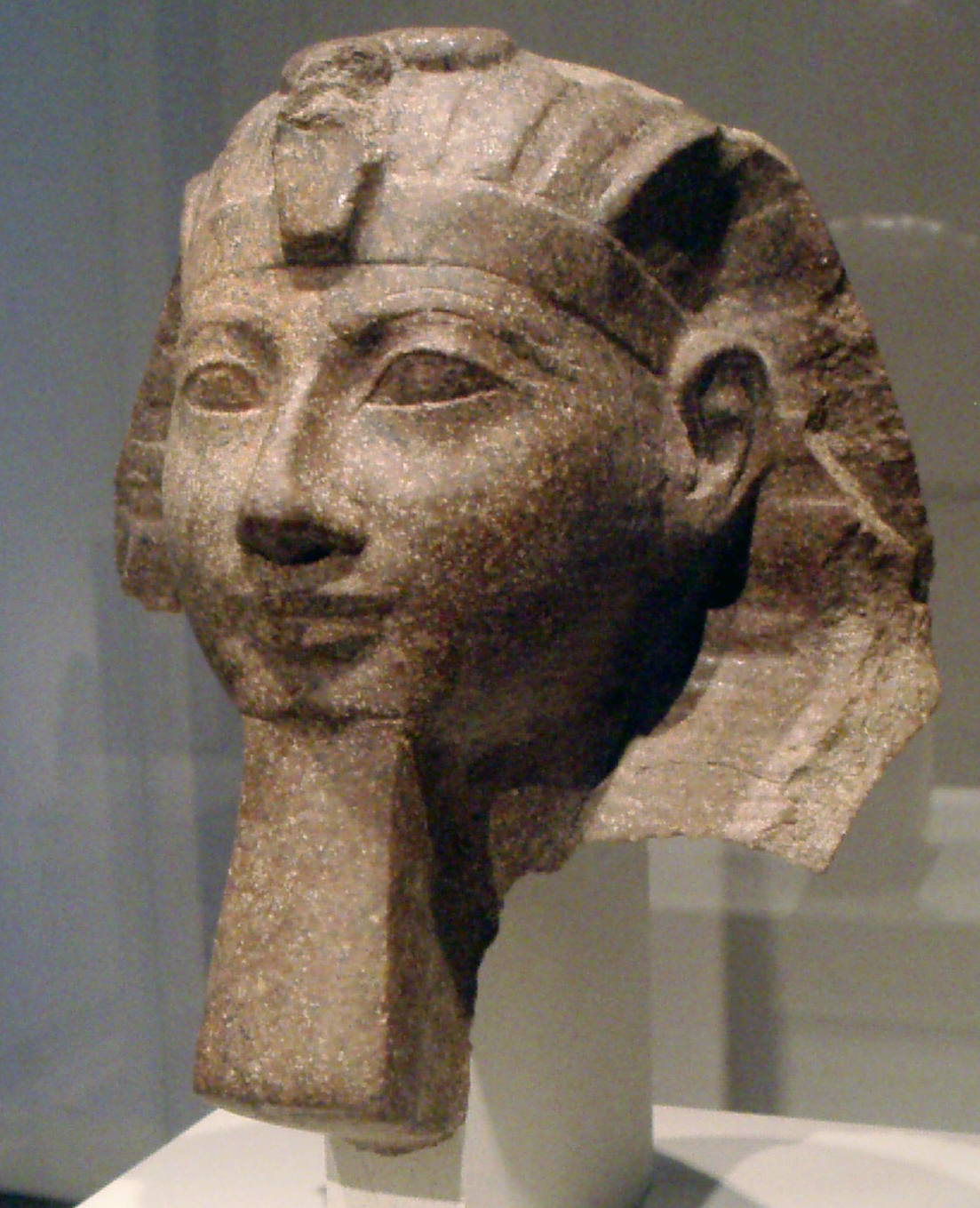
Busto del faraone-donna Hatshepsut.

### XV secolo a.C.
- 1479-1458 a.C.[3]: regno di Hatshepsut. È possibile che abbia condotto in prima persona campagne militari contro la Nubia e la Palestina[4].

### XIII secolo a.C.
- 1284 a.C. all'incirca[5]: periodo di tempo stimato della guerra di Troia. Secondo le fonti antiche, furono diverse le figure femminili che parteciparono o che comunque fomentarono le varie battaglie, da Elena la regina di Sparta e amante di Paride ad Andromaca la sposa di Ettore, da Ecuba moglie di Priamo a Cassandra loro figlia e profetessa inascoltata del dio Apollo, dalle schiave Briseide e Criseide a Creusa, da Deidamia a Diomeda, da Iliona a Laodice a Teano, per finire con le Amazzoni Pentesilea, Polissena, Bremusa e molte altre.

In tale occasione si sarebbe verificato anche uno dei primissimi casi documentati di crossdressing: quello riguardante Epipola, travestitasi da maschio per andare a combattere direttamente sul campo di battaglia contro gli uomini avversari.
- Fu Hao: regina consorte dell'imperatore della Cina Wu Ding (della dinastia Shang), condusse valorosamente in battaglia tremila soldati[8]. Ella entrò a fare parte della casa reale per via matrimoniale, scalando presto la vetta del potere approfittando della società schiavistica semi-matriarcale ancora presente in quel lasso di tempo[9].
- Debora: profetessa nonché unica donna a fare parte dei giudici biblici nell'antica Terra d'Israele. Viaggiò con il comandante Barac guidando l'esercito durante una campagna militare a Qadesh Barnea. Tutto ciò a quanto ne dice il Libro dei Giudici 4:6-10[10][11].
- Giaele: eroina che riuscì ad assassinare il generale Sisara, nemico degli israeliti, come racconta Giudici 5: 23-27[12].
- 1200-1000 a.C. circa: il Ṛgveda, nei libri I e X, menziona una donna guerriera di nome Vishpala. Dopo avere perso una gamba in battaglia si fece fare una protesi in ferro per potere tornare il più presto possibile alla guerra[13].

### XI secolo a.C.
- Secondo la narrazione fattane da Goffredo di Monmouth, la Regina Gwendolen (1105-1090[14]) combatté il marito Locrino nel corso della battaglia per acquisire il trono della Britannia; lei lo sconfisse divenendo quindi monarca[15]. L'autore non è tuttavia considerata una fonte storica sufficientemente affidabile[16].

### X secolo a.C.
- Secondo la mitologia greca Messene[17] dopo avere conquistato un ampio spiazzo di territorio libero vi fondò una città all'incirca in questo periodo[18][19][20][21].

### IX secolo a.C.
- 811-792 a. C circa: Samurramat sarebbe stata la prima donna a governare un regno, l'impero assiro[22][23], da sola senza avere un uomo al fianco[24]. Si crede sia stata la fonte d'ispirazione per la figura della leggendaria regina guerriera Semiramide[25].
- Fine IX-inizio VIII secolo a.C.[26]: Menzione da parte di Goffredo di Monmouth della regina Cordelia, sulla quale si basa il personaggio omonimo nella tragedia Re Lear di William Shakespeare, avrebbe combattuto i suoi nipoti per mantenere il controllo sul regno[27]

### VIII secolo a.C.
- 732 a.C. circa: anno approssimativo del regno di Samsi, una regina di stirpe araba che potrebbe essere succeduta a Zabibe (sovrana dei Qedariti)[28], prima vassalle del re assiro Tiglatpileser III e poi ribellatesi al suo dominio[29][30][31].

### VII secolo a.C.
- 660 a.C.: La principessa cinese Xu Mu, la prima donna registrata come poetessa nella storia cinese[32], è accreditata per avere salvato lo stato di Wei (stato del Periodo delle primavere e degli autunni) dall'invasione militare.
- 654 a.C.: la città di Lampsaco viene fondata dai coloni greci in Misia[33]. In accordo con la versione datane dalla leggenda, secondo la storia scritta secoli dopo una donna di Bitinia di nome Lampsace sarebbe accorsa a informare i Greci di un complotto ordito contro di loro dalla propria tribù di appartenenza, permettendo loro in tal modo di conquistare la zona dove sarebbe stata fondata la nuova polis, chiamata in onore della giovane con il suo nome. In seguito venne anche divinizzata e adorata come una vera e propria divinità[34][35][36].

### VI secolo a.C.

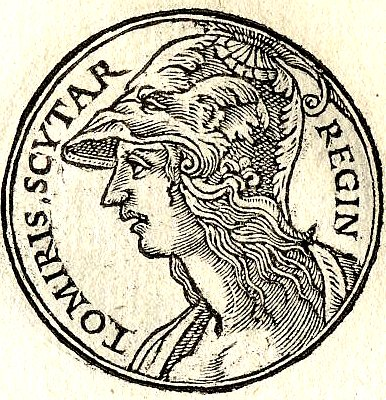
Tomiri dal Promptuarii Iconum Insigniorum.

- A partire all'incirca da questo momento le donne in Kazakistan vengono sepolte indossando nello stesso tempo armi e gioielli[37].
- 600 a.C. circa[38]: La sovrana della Cirenaica, Feretima, guida vaste campagne militari[39][40][41][42][43].
- 530 a.C.: lo storico Erodoto[44] registra che la regina dei Massageti Tomiri combatté e sconfisse Ciro il Grande[45].
- 510 a.C.: la poetessa greca Telesilla difese in prima persona la città di Argo dagli spartani[46][47][48][49][50].
- 506 a.C.: Clelia, una ragazza romana[51] che era stata consegnata in ostaggio agli Etruschi, riuscì a sfuggire dalle mani dei rapitori e portare ai suoi conterranei preziose informazioni per la loro sicurezza[52].

### V secolo a.C.
- Yuenü, spadaccina dello stato di Yue, addestrò i soldati dell'esercito del re Goujian[53].
- Erodoto nelle sue Storie[54] descrive il popolo delle Amazzoni[55], esclusivamente composto da donne guerriere.
- Il generale romano Gneo Marcio Coriolano tentò di attaccare Roma con l'aiuto dei Volsci[56]; la madre Veturia assieme alla moglie, sono entrambe accreditate per averlo convinto a cessare la sua opera di vendetta contro i concittadini[57]. Purtuttavia sulla storicità della storia tra gli studiosi moderni vi è ora qualche dubbio[56].
- 480 a.C.: la regina di Alicarnasso Artemisia I fu uno dei comandanti navali nonché consigliere di Serse nel corso della battaglia di Salamina[58][59][60].
- 480 a.C.[61]: Idna di Scione fu una nuotatrice e subacquea greca che, assieme al padre, riuscì a sabotare le navi persiane nemiche prima dello scontro cruciale e permettendo così in tal modo ai Greci di assicurarsi la vittoria[62].
- 460-370 a.C.: Durata approssimativa della vita di Ippocrate[63] il quale descrisse le donne dei Sarmati, una delle tribù appartenenti al popolo degli Sciti, come valorose e temibili combattenti in guerra[64].
- Fine V secolo a.C.[65]: Il medico Ctesia di Cnido registra la storia di Zarinaea, una donna dei Saci che ha partecipato a un feroce scontro[66].
- Durante il periodo dei regni combattenti[67] Sun Tzu scrisse un rapporto contemporaneo (vedi L'arte della guerra) su come il re Helu di Wu (stato) volle testare le proprie armi ordinandogli di formare un esercito composto da 180 donne[68] in armi.

### IV secolo a.C.

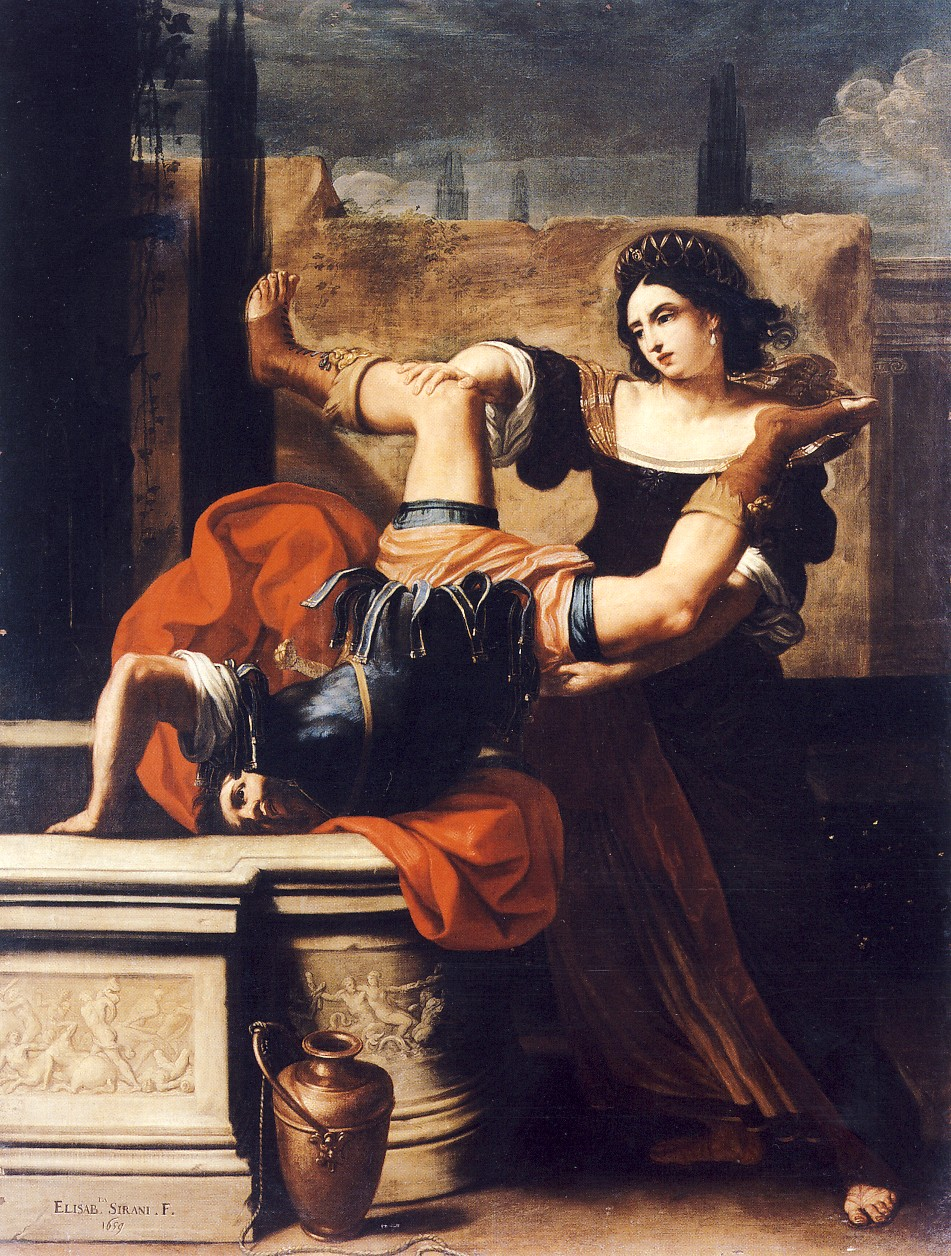
Elisabetta Sirani, Timoclea uccide il capitano di Alessandro Magno, 1659

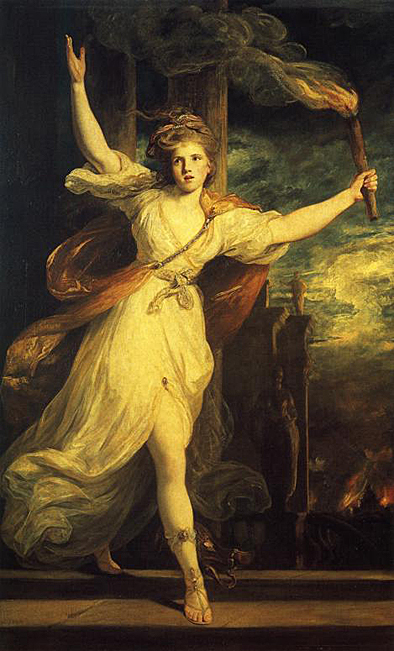
Joshua Reynolds, Taide di Atene con una torcia, 1781

- Si stima che Onomaris, una donna dei Galati descritta nell'anonimo Tractatus de Mulieribus, possa avere vissuto attorno a questo periodo di tempo[69]; avrebbe portato il suo popolo in migrazione verso una nuova terra combattendo e vincendo gli abitanti locali[70].
- Cynane, sorellastra di Alessandro Magno, accompagnò il padre Filippo II di Macedonia durante una campagna militare e nel corso della quale uccise una delle regine a capo degli Illiri chiamata Caeria dopo un combattimento corpo a corpo e conducendo così alla sconfitta l'esercito avversario[71].
- IV sec[72]: Timica, filosofa spartana della scuola pitagorica; catturata dai soldati siculi, lei e suo marito furono gli unici sopravvissuti di uno scontro armato svoltosi contro la popolazione indigena del luogo. Venne molto ammirata per la sfida che osò portare agli avversari dopo la cattura: mentre veniva interrogata dal tiranno siciliano, si morse la lingua e la sputò ai piedi dell'avversario[73].
- Lo statista cinese Shang Yang scrisse il trattato di filosofia del diritto noto come Il Libro del Signore di Shang[74] in cui si raccomandava di dividere i membri di un esercito in tre distinte categorie: uomini forti, donne forti e infine deboli di entrambi i sessi. Egli consigliò anche che gli uomini più forti servissero in qualità di prima linea difensiva, le donne forti fossero invece poste a difesa dei fortini e utilizzate con il compito di costruire trappole, infine i deboli e gli anziani di entrambi i sessi fossero assegnate al controllo delle catene di fornitura. Era anche altamente consigliato che quest tre gruppi non si mescolassero mai tra loro, sulla base del fatto che così facendo si sarebbero impediti eventuali danni al morale generale[75].
- 356 a.C.: Anno in cui si colloca solitamente la fondazione della città di Cosenza in Calabria. Le cronache narrano di una vicenda accaduta poco dopo il consolidamento della Confoederatio Bruttiorum, quando le popolazioni bruzie unite sotto un unico nome, cercarono un posto strategico su cui erigere la propria capitale. Essa venne indicata sul colle Pancrazio, che dominava una grande vallata, ed era separata da essa da due fiumi che si univano proprio alla base del colle, e che lo rendeva un posto fortificato naturalmente. Il colle era però occupato da 600 mercenari africani al soldo di Dionisio, alleato dei Lucani. Fu così che avvenne la cosiddetta "Battaglia della rocca Bretica" che vide i Bruzi comandati e guidati in battaglia da una donna (chiamata appunto Brettia) che conquistò il colle dopo un sanguinoso scontro, e che culminò successivamente con la pace di "donna Brettia" in onore della condottiera Bruzia. Grazie a essa iniziò inoltre un fiorente periodo per il popolo e la città stessa e che finì nel 270 a.C. con la presa di quest'ultima da parte dei Romani.
- 399 a.C.: la regina Mania diviene satrapo di Dardania[76] alla morte del marito, affrontando le battaglie assisa su un carro o direttamente a cavallo e non venne mai sconfitta[77]. Il retore Polieno la descrive inoltre come essersi trattato di un ottimo generale.
- 335 a.C.: Timoclea, dopo avere subito violenza sessuale da uno dei generali traci di Alessandro Magno durante l'attacco portato contro la città di Tebe (Grecia), spinse il proprio stupratore facendolo cadere in un pozzo e uccidendolo. Alessandro rimase talmente impressionato dall'audacia della giovane da ordinare di rilasciarla immediatamente e di non farle subire alcuna punizione per avere osato assassinare uno dei suoi comandanti[78].
- 333 a.C.: Statira I si decise ad accompagnare il marito Dario III di Persia mentre quest'ultimo si accingeva ad andare in guerra. Fu per tale ragione che venne catturata a seguito della battaglia di Isso[79]; anche diversi altri membri femminili della famiglia, tra cui la giovane principessa Drypetis, Statira II e l'anziana madre del re Sisigambi erano presenti nel seguito imperiale e furono pertanto catturate[80].
- 332 a.C.: la regina del regno di Kush Candace di Meroe riuscì ad intimidire Alessandro Magno attraverso la strategia attuata dal suo esercito per affrontarlo, tanto che il re di Macedonia si trovò costretto a evitare l'intera regione della Nubia e ripiegare subito verso le terre egizie; tutto questo secondo il Romanzo di Alessandro attribuito falsamente a Callistene. Lo Pseudo-Callistene[81] non è oltretutto considerato essere una fonte molto affidabile, ed è sempre possible che l'intero evento raccontato sia un'opera di finzione[82]; resoconti storici assai più attendibili indicano che in realtà Alessandro non ha mai tentato di muoversi personalmente più a sud dell'oasi di Siwa in Egitto orientale[83].
- 331 a.C.: incendio di Persepoli a opera delle truppe macedoni, diversi medi dopo la sua conquista. Tradizionalmente l'evento venne compiuto dietro suggerimento di Taide, un'etera al seguito di Alessandro Magno; i soldati ubriachi appiccarono allora il fuoco al palazzo imperiale, che poi si estese a tutto l'abitato finendo così per distruggere completamente l'antica capitale persiana[84].
- 330 a.C.: La nobildonna persiana Youtab combatté contro i Greco-macedoni alla battaglia della porta persiana[85].
- 320 a.C.: Cleofe ordisce un intrigo con Alessandro Magno, permettendo in tal modo all'esercito macedone che assediava la sua città di conquistarla[86][87].
- 318 a.C.: Euridice II di Macedonia combatté contro il generale Poliperconte e Olimpiade d'Epiro[88].
- 314-308 a.C.: Cratesipoli comandò una guarnigione in armi soffocando con estrema durezza la città costiera di Sicione appena ribellatasi[89][90].

### III secolo a.C.

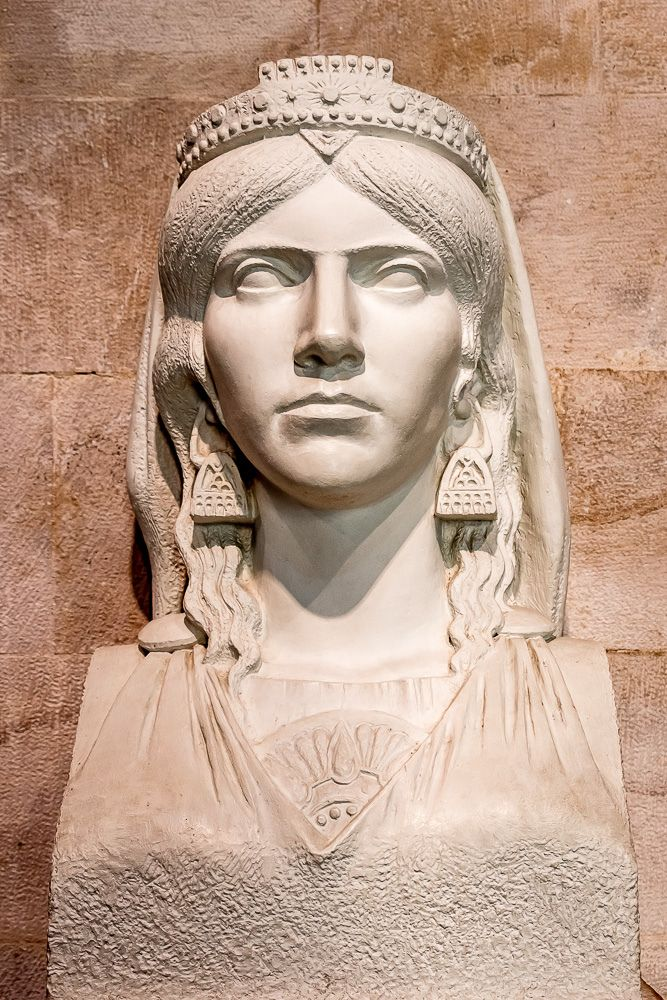
Un busto di Teuta al museo nazionale Skanderbeg di Kruja.

- Jingū, leggendaria imperatrice consorte del Giappone, potrebbe avere condotto in prima persona un'invasione della penisola coreana verso l'inizio del III secolo, seppur la storia venga considerata fittizia da un numero ragguardevole di studiosi[91].
- Una donna di nome Huang Guigu agì come ufficiale generale sotto il regno di Qin Shi Huang, il sovrano dello stato di Qin; condusse notevoli campagne militari contro le popolazioni stanziate nel nord della Cina[92].
- A quest'epoca risalgono una gran quantità di tombe con resti femminili in armi rinvenute nei pressi del Mare di Azov[93].
- Stratonice di Macedonia fomenta tutta una serie di rivolte contro Seleuco II[94][95][96][97].
- 295 a.C.: Fila trovatasi sotto assedio a Salamina a Cipro oppose una strenua resistenza e sprezzo del pericolo. Costretta alfine ad arrendersi, venne trattata da Tolomeo I con tutti gli onori e poi fatta inviare sana e salva insieme con i figli in piena sicurezza in Macedonia.
- 279: durante le spedizioni celtiche nei Balcani e la conseguente invasione dei territori greci, quando un'ampia forza avversaria riuscì a penetrare fino in Etolia tutte le donne con il contributo degli anziani si unirono in sua difesa[98].
- 272 a.C.: Archidamia, una principessa di Sparta, contribuì a guidare le donne della città alla costruzione di una trincea difensiva, oltre a condurre le operazioni di aiuto e soccorso ai feriti caduti in battaglia durante l'assedio di Pirro[99][100]. Tutte le donne nell'antica Sparta contribuirono fattivamente alla difesa assistite da Chilonide (figlia di Leotichida)[101][102][103].
- 272 a.C.: Pirro, il re dell'Epiro dal cui nome origina il modo di dire "vittoria di Pirro", secondo la testimonianza di Plutarco morì nel corso di una battaglia urbana svoltasi ad Argo, quando una vecchia scagliò una tegola nella sua direzione finendo con lo stordirlo e consentendo in tal maniera a un soldato argivo di ucciderlo[104].
- 271 a.C.: un gruppo di giovani donne appartenenti al popolo dei Goti furono catturate dai Romani mentre combattevano vestite da maschi a fianco dei loro coetanei; sfilarono così per Roma indossando un distintivo che le identificava come "Amazzoni"[105].
- 221 a.C.: Teuta era una regina reggente della tribù degli Ardiei in Illiria.[106] Dopo la morte di suo marito Agrone nel 231 a.C., assunse la reggenza del regno ardieo per il suo figliastro Pinne, continuando la politica di espansione nel mare Adriatico di Agrone, arrivando poi a dichiarare guerra alla repubblica romana ma finendo per essere sconfitta.[107]
- 217 a.C.: Arsinoe III accompagnò Tolomeo IV alla battaglia di Rafah svoltasi il 22 giugno di quell'anno. Nel momento in cui lo scontro cominciò a volgere al peggio per l'esercito egizio, comparve innanzi alle truppe esortandole a combattere per la difesa e salvaguardia delle proprie famiglie, promettendo inoltre a ciascuno di loro un bottino supplementare di due mine d'oro se ce l'avessero fatta ad avere la meglio; cosa che poi mantenne[108].
- 216 a.C.: Paulina Busa di Canosa di Puglia fu una giovane donna la cui memoria venne tramandata per avere portato soccorso ai soldati romani feriti e affamati in fuga dalle orde di Annibale dopo la battaglia di Canne avvenuta il 2 agosto di quell'anno[109][110][111].
- 203 a.C.: la nobildonna cartaginese Sofonisba preferì il suicidio piuttosto che essere consegnata ai Romani in qualità di prigioniera di guerra[112].

### II secolo a.C.

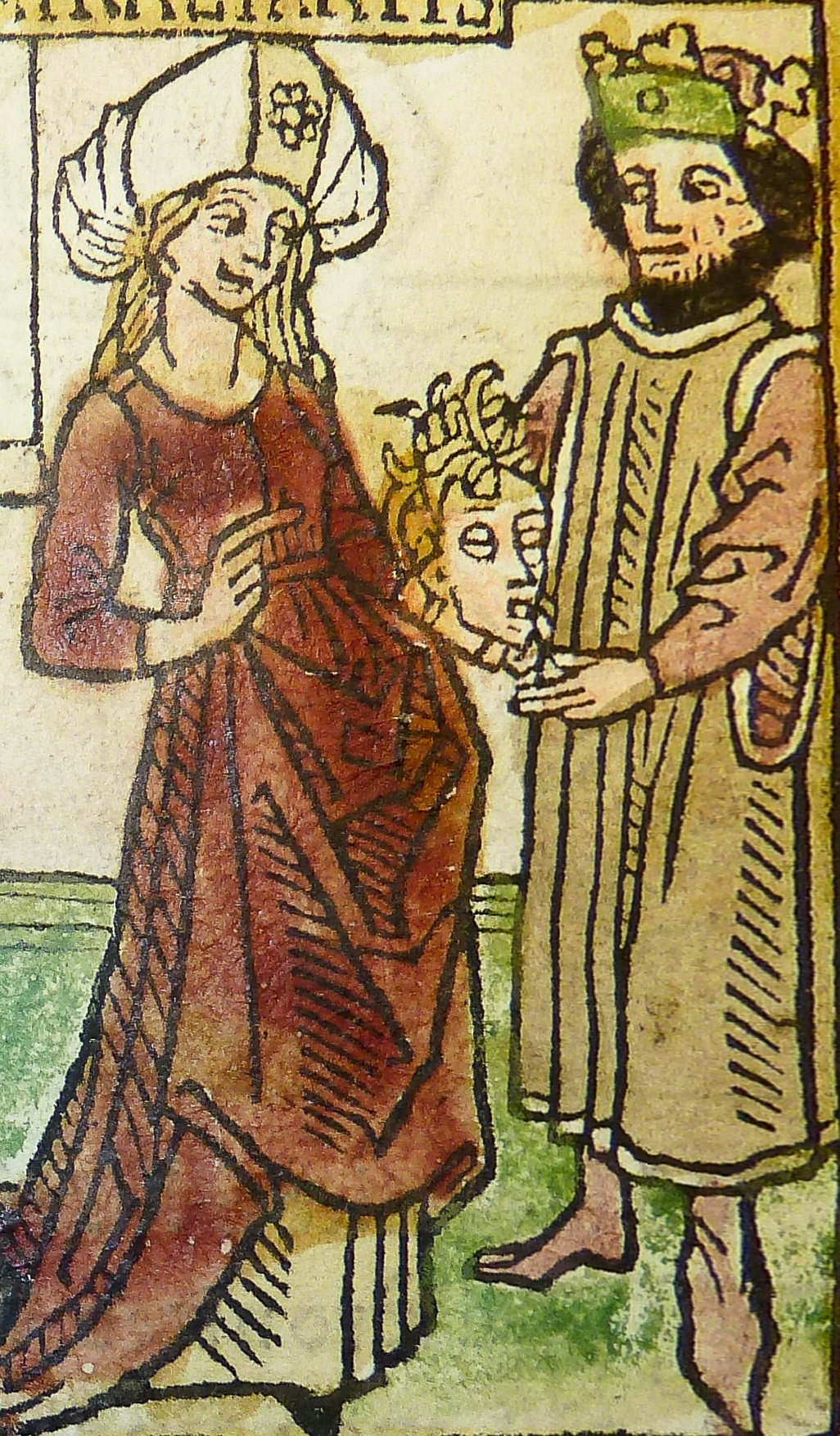
Chiomara in un'illustrazione di un manoscritto del De mulieribus claris.

- La regina Stratonice convinse l'ufficiale macedone Docimio di abbandonare la sua roccaforte e dichiarare la resa, facendolo così prigioniero[113].
- Il Libro di Giuditta, scritto con tutta probabilità attorno a quest'epoca[114], descrive l'impavida Giuditta assassinare il generale assiro nemico Oloferne[115]; purtuttavia quest'avvenimento è considerato dalla maggior parte degli storici essere fittizio, a causa degli innumerevoli anacronismi temporali presenti all'interno del testo[116].
- Fine del II secolo a.C.[117]: Amage, regina dei Sarmati, attaccò in forze un principe degli Sciti che stava compiendo incursioni all'interno dei suoi protettorati; guidò per la Scizia un battaglione di 120 guerrieri al suo inseguimento, riuscendo infine a sterminarne l'intero seguito. Salvò la vita solamente al figlio del principe avversario, permettendogli di vivere a condizione che divenisse un suo suddito fedele prono ai suoi ordini[118].
- 186 a.C.: Chiomara, una nobildonna del popolo dei Galli, venne catturata a seguito di uno scontro avvenuto contro i Romani. Dopo avere subito una violenza sessuale da parte di un centurione, riuscì con l'aiuto delle proprie compagne a ucciderlo; fattolo sottoporre a decapitazione dopo morto, ne fece infine consegnare la testa alla moglie[119].
- Rodoguna, principessa dell'impero partico e figlia di Mitridate I di Partia venne informata di un tentativo di ribellione durante la preparazione del proprio bagno; ella allora promise di non lavarsi più i capelli fino a quando la rivolta non fosse stata completamente domata. Condusse così una lunga e feroce guerriglia con il proposito di sopprimere i ribelli e alla fine riportò la vittoria senza dovere rompere il voto fatto[120].
- 138 a.C.: testimonianze concernenti le donne della Lusitania affermano che le donne erano solite scontrarsi e perire in battaglia a fianco dei loro uomini con un tale coraggio che imponeva loro d'impedirsi di piangere anche di fronte alle peggiori carneficine. Anche le donne della tribù dei Celti di Gallia denominata Bracari erano abituate a portare le armi proprio come gli uomini e durante i combattimenti non emettevano mai un grido di paura né mostravano la schiena per fuggire[121].
- 131 a.C.: Cleopatra II guidò una ribellione contro il fratello-marito Tolomeo VIII e costringendo Cleopatra III - figlia di lei nonché nuova sposa di Tolomeo - a mettersi in salvo fuori dall'Egitto[122].
- 102 a.C.: nel corso della battaglia di Aquae Sextiae che vide contrapposti i Romani e la tribù degli Ambroni appartenente al popolo dei Teutoni, Plutarco descrive che la lotta si rivelò non meno feroce contro le donne che contro gli uomini, accanendosi contro i nemici armate di spade e asce ed emettendo orribili grida[123].
- 102-101 a.C.[124]: campagna di guerra del generale Gaio Mario contro i Cimbri; vide quindi che le donne accompagnavano i loro uomini in guerra, creando un'intera linea di battaglia composta dai propri carri e armate con pali, lance[125], bastoni, pietre e spade[126]. Quando videro che la sconfitta era oramai imminente, le donne dei cimbri preferirono uccidere con le proprie mai i figli e subito dopo suicidarsi piuttosto che arrendersi[127].

### I secolo a.C.

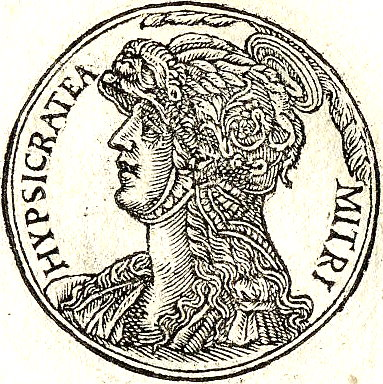
Ipsicratea dal Promptuarii Iconum Insigniorum.

- I secolo[128]: Ipsicratea, sovrana del regno del Ponto, guidò in prima persona più volte il proprio popolo in guerra combattendo molte battaglie[129].
- 41-40 a.C.: la nobile matrona Fulvia, moglie di Marco Antonio, venne coinvolta negli eventi della guerra di Perugia; questo anche se l'effettiva estensione del suo coinvolgimento in battaglia non è concordato con sicurezza dagli studiosi[130].
- 27-21 a.C.: Amanirena condusse l'esercito del regno di Kush contro i Romani[131][132].

### I secolo d.C.

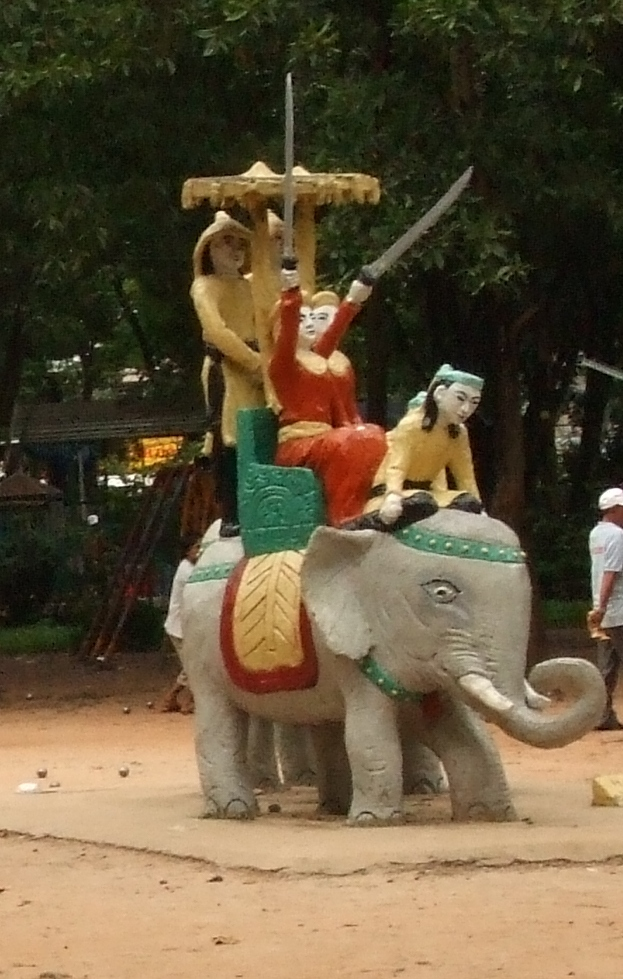
Una statua delle sorelle Trưng nella città di Ho Chi Minh.

- I secolo[133]: Valerio Massimo descrive Ippona, una donna greca, come esempio di castità in guerra; ella infatti preferì il suicidio piuttosto che essere fatta prigioniera dai nemici[134].
- In una tomba scoperta nel 2004 una donna era stata sepolta con una spada, nei pressi di Tabriz[135].
- Cartimandua, regina del popolo dei Briganti, fu alleata con l'impero romano contro le altre popolazioni britanniche[136].
- Lo storico Tacito scrisse che Triaria, moglie di Lucio Vitellio il Giovane, venne posta in stato accusa quando armata di spada si comportò con arroganza e crudeltà mentre si trovava a Terracina[137][138].
- Vi sono diversi riferimenti storici romani nei riguardi di gladiatori femminili presenti in quest'arco di tempo[139].
- I-V secolo circa: nel sito archeologico dell'età del ferro denominato "Phum Snay" nell'attuale Cambogia sono state rinvenute nel 2007 le tombe di quattro donne sepolte con spade di metallo[140].
- 9: la principessa germanica Thusnelda fuggì con il comandante Arminio, instillandogli l'idea d'iniziare un'insurrezione contro il padre, dopo che quest'ultimo lo accusò di avergli rapito la figlia[141].
- 14-18: La contadina cinese Lǚ Mǔ condusse una ribellione contro l'alto funzionario della dinastia Han Wang Mang nonché futuro unico imperatore della dinastia Xin[142].
- 15: Agrippina maggiore difese un ponte sul Reno[143].
- 21: scoppiò il dibattito sulla questione se fosse il caso o meno che le matrone mogli dei governatori romani dovessero accompagnare i propri mariti nelle province assegnate. L'anziano senatore Cecina Severo, citato da Tacito, si schierò contro l'ipotesi, perché nel qual caso avrebbe dovuto sfilare tra i soldati, presiedere agli esercizi della coorte e alle manovre della legione romana[144].
- 40: Le sorelle Trưng riunirono il popolo dei vietnamiti in una rivolta generalizzata contro la dominazione dei cinesi; al loro fianco si schierò e combatté anche la nobildonna Phung Thị Chinh.
- 60-61: Budicca, la regina degli Iceni - una delle tante tribù dei Celti in Britannia - guidò una rivolta di massa contro le forze di occupazione romane. Svetonio giunse ad affermare che il suo esercito era composto da più donne che uomini.
- 69-70: Velleda, sacerdotessa e profetessa dei Germani Bructeri, ebbe una grande influenza nel corso della rivolta batava; venne difatti riconosciuta quale leader strategica e quasi come una vera e propria divinità vivente.

### II secolo
- Pausania descrive una festa sacrificale in onore di Ares Gynaecothoenas ("il dio banchettato dalle donne") celebrata a Tegea in questo periodo di tempo e in cui solamente alle donne era permesso partecipare; ciò a causa della loro vittoria sui Lacedemoni senza alcun contributo maschile.
- 170-174: Faustina minore accompagna il marito, l'imperatore romano Marco Aurelio, nella campagna militare svoltasi nel nord del territorio europeo abitato dai Germani. Dopo una vittoria venne salutata in qualità di "Signora della guerra".
- 195: L'imperatrice Giulia Domna accompagnò il marito Settimio Severo nelle sue campagne in Mesopotamia.

### III secolo

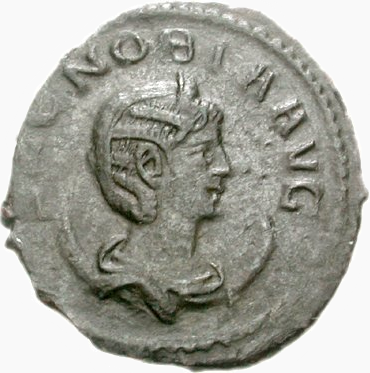
Una moneta ritraente Zenobia.

- La regina Zenobia di Palmira conduce il proprio esercito in battaglia affrontando le forze dell'impero romano.
- 248: "Triệu Thị Trinh" guida una ribellione anti-cinese in Vietnam contro il regno Wu. A lei vengono attribuite anche queste frasi: "Mi piacerebbe guidare tempeste, uccidere gli squali in mare aperto, scacciare gli aggressori, riconquistare il paese, annullare i vincoli di servitù della gleba, e non piegare la schiena per essere la concubina di qualunque uomo"[145][146].
- Due donne guerriere provenienti dal bacino del Danubio, descritte nella loro qualità di Amazzoni, servirono in un'unità militare romana e furono sepolte in Britannia. I roro resti sono stati scoperti nel 2004.

### IV secolo
- Come comandante militare in nome dell'imperatore della Cina, Li Xiu prese il posto del padre generale e sconfisse una ribellione in corso.
- Seconda metà del IV secolo[147]: la regina Mavia, che governava su una confederazione di popoli seminomadi arabi nel sud della Siria, guidò le proprie truppe contro i romani. Viene considerata essere stata la donna più potente del tardo mondo antico dopo Zenobia[148].
- 378: Albia Dominica, Augusta nonché moglie di Valente sovrano dell'impero romano d'Oriente ha guidato e organizzato il suo popolo per difendersi contro gli invasori Goti dopo la morte del marito in battaglia.

### V secolo
- 450: una donna della civiltà peruviana Moche venne sepolta con due mazze cerimoniali da guerra e ventotto propulsori. La tomba sudamericana è stata scoperta nel 2006.